# مراد أباد (كوه بنج)
مراد أباد (بالفارسية: مرادآباد) هي قرية تقع في إيران في البلدة المركزية.